# 湯姆·基博爾
湯姆·基博爾（英語：Tom Kibble，1932年12月23日—2016年6月2日），英國物理學家，英國皇家學會院士，英國倫敦帝國學院布萊克特實驗室（Blackett Laboratory）的資深研究專家。他的專長是量子場論，在高能粒子物理學與宇宙學的交叉領域貢獻良多。他曾經研究對稱性破缺、相變、拓撲缺陷（topological defect，例如，拓撲單極（topological monopole）、宇宙弦（cosmic string）、磁疇等等）的機制，對於這些論題頗有建樹。他發表的一篇極具原創性的論文將宇宙弦的概念引入現代宇宙學。基博爾畢業於愛丁堡大學（文學碩士1955年，理學學士1956年，博士1958年）。
2016年，伦敦帝国学院宣佈了他的死訊，但沒有公佈死因。

## 成就與榮譽
1964年，基博爾與傑拉德·古拉尼、卡爾·哈庚共同發表論文提出希格斯機制與希格斯玻色子。另外還有兩個研究小組也在同年獨立地提出類似結果，一組為弗朗索瓦·恩格勒和羅伯特·布繞特，另一組為彼得·希格斯。六位物理學者分別發表的三篇論文，在《物理評論快報》50周年慶祝文獻裏被公認為里程碑論文。2010年，他們又榮獲櫻井獎。
從2001年至2005年，基博爾是歐洲科學基金會（European Science Foundation）成立的跨學術領域研究計畫「宇宙學實驗室」（ Cosmology in the Laboratory）的兩位共同主席之一。他曾經任聘為歐洲科學基金會的「粒子物理學拓撲缺陷、凝聚物質、宇宙學組織」的聯絡總管。他與法蘭克·柏克夏（Frank Berkshire）共同著作教科書《經典力學》。這本書的第五版本於2004年春天發行。2008年，美國物理學會選聘基博爾為傑出評審。
基博爾是英國皇家學會院士、英國物理學會院士、倫敦帝國學院院士。他還榮獲英國皇家學會的休斯奖章、卢瑟福奖章和奖金（Rutherford Medal and Prize），英國物理學會的法拉第奖章和奖金（Faraday Medal and Prize）。

## 私生活
1932年，基博爾出生於印度馬德拉斯。他是作家海倫·班納曼（Helen Bannerman）與印度軍醫所（Indian Medical Service）職員威廉·班納曼（William Bannerman）的孫子。
1957年，基博爾與安妮·亞蘭（Anne Allan）共結連理。他們共育有三名子女，海倫、阿里森、羅伯特。
基博爾的嗜好是騎腳踏車。

## 參閱
- 探尋希格斯玻色子時間軸
- 大型電子正子對撞機
- 兆電子伏特加速器
- 大型強子對撞機

## 外部連結
- 基博爾個人網頁 （页面存档备份，存于）
- 2010年理論粒子物理學櫻井獎網頁 （页面存档备份，存于）
- 古拉尼、哈庚、基博爾共同研究發展自發對稱性破缺與規範粒子理論的經過：The History of the Guralnik, Hagen and Kibble development of the Theory of Spontaneous Symmetry Breaking and Gauge Particles （页面存档备份，存于）